# Stadion Landhof
Stadion Landhof – stadion piłkarski w Bazylei, w Szwajcarii. Został otwarty w 1893 roku. Może pomieścić 3000 widzów. Swoje spotkania na stadionie w latach 1893–1967 rozgrywali piłkarze klubu FC Basel. Na obiekcie w latach 1908–1953 osiem spotkań rozegrała także reprezentacja Szwajcarii. Mecz Szwajcarii z Niemcami 5 kwietnia 1908 roku (5:3) był pierwszym spotkaniem reprezentacji Niemiec w historii.

## Historia
W przeszłości w miejscu stadionu Landhof mieściła się posiadłość Andreasa Meriana-Iselina. W 1892 roku jego przodkowie sprzedali posiadłość, a rok później teren zaadaptowano na boisko dla nowo powstałego wówczas klubu FC Basel. W latach 1895–1901 funkcjonował tutaj również tor kolarski. Przed meczem Szwajcaria – Niemcy (5:3), rozegranym 5 kwietnia 1908 roku wybudowano na stadionie drewnianą trybunę. Spotkanie to było pierwszym meczem reprezentacji Niemiec w historii i trzecim spotkaniem reprezentacji Szwajcarii (drugim na własnym terenie). Ogółem Szwajcaria rozegrała na tym obiekcie do 1953 roku osiem oficjalnych meczów międzynarodowych. W 1920 roku poszerzono drewnianą trybunę z 1908 roku. W listopadzie 1931 roku trybuny częściowo uległy pożarowi, zostały jednak później odbudowane. W 1939 roku obiekt stał się własnością publiczną. W 1951 roku zakończono rozbudowę areny do 13 000 widzów; powstała wówczas m.in. istniejąca do dziś trybuna główna. W trakcie przebudowy, w latach 1949–1951 FC Basel tymczasowo występował na stadionie Schützenmatte. W 1954 roku, w związku z organizowanymi w Szwajcarii mistrzostwami świata otwarto w Bazylei nowy stadion piłkarski, St. Jakob-Stadion. FC Basel pozostał wciąż na swoim starym obiekcie, grywając jednak czasem na nowym stadionie. Ostatecznie w 1967 roku, po zdobyciu drugiego mistrzostwa kraju klub przeniósł się na St. Jakob-Stadion. Stadion Landhof służył odtąd już tylko młodzieży i jako obiekt treningowy.